# Spaten

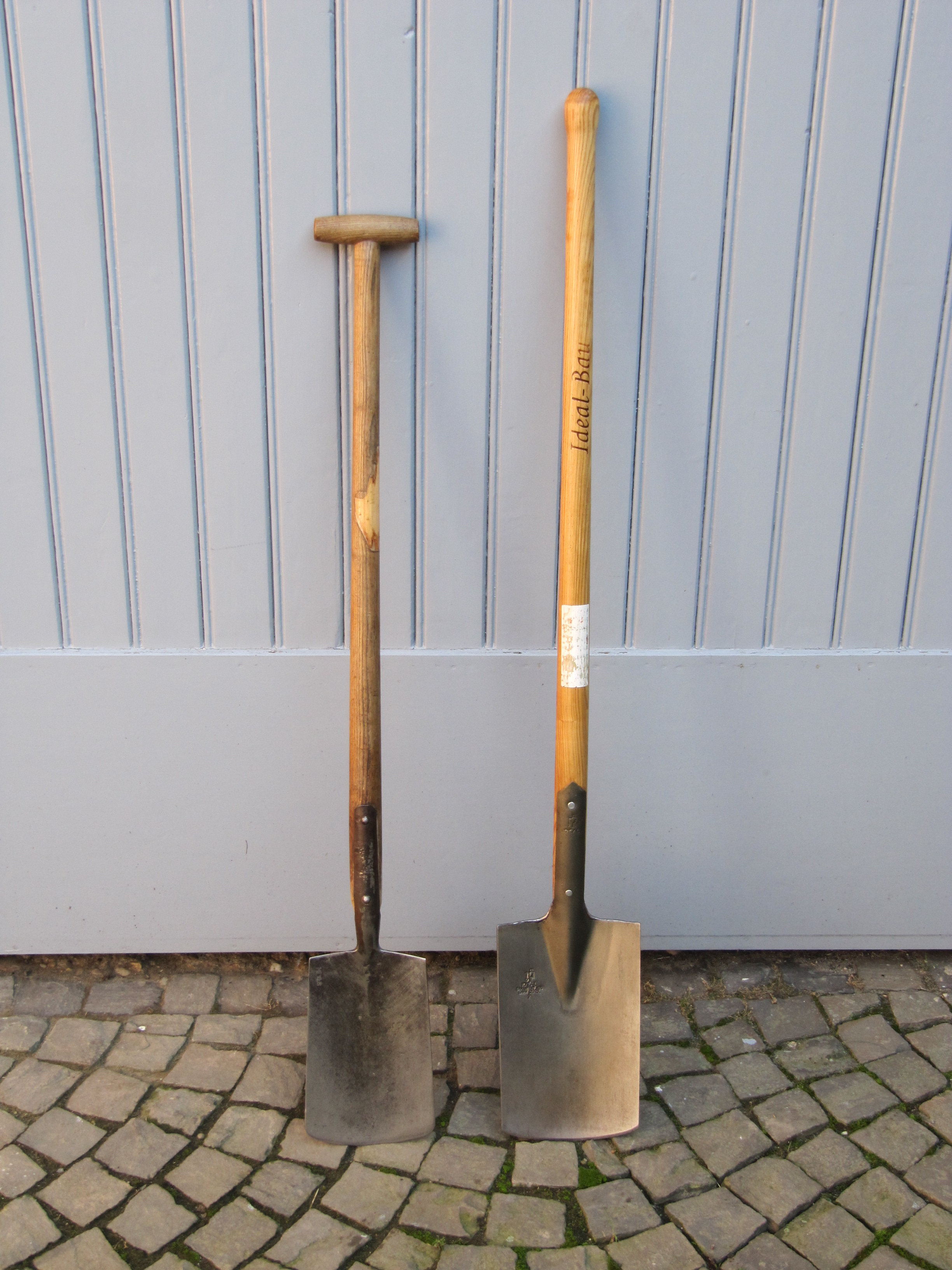
Zwei Spaten:
links: geschmiedetes, relativ dünnes Blatt für Grabearbeit, T-Griff,
rechts: gewalztes, dickes Blatt für starke Belastung bei Tiefbauarbeiten, Knaufgriff

Der Spaten ist ein in erster Linie zu Grabearbeiten überwiegend als Gartenwerkzeug verwendetes Gerät, bestehend aus dem flachen Spatenblatt und dem mit diesem verbundenen Spatenstiel. Der Spaten wird als Sonderform der Schaufel angesehen.

## Konstruktion und Verwendung
Der Spaten wird überwiegend zu Zwecken der Bodenbearbeitung, das heißt zum Lösen, Bewegen sowie Umdrehen (Umgraben) in Kultur stehender oder zu nehmender Böden (sogenannte Spatenkultur) verwendet.
Es gibt zwei Grundformen des Blatts: rechteckige mit gerader oder leicht bogenförmiger Einstechkante für homogene, steinarme Böden, und dreieckige oder halbrunde, vorne zugespitzte Blätter für steinige Böden. Die Anstechkante ist angeschärft und das Blatt gehärtet. Der Spaten wird insbesondere beim Lösen von verdichtetem Boden eingesetzt, dabei wird das Spatenblatt in den Boden gestoßen beziehungsweise getreten.
Der Spatenstiel eines modernen Spatens ist in der Regel durch Nieten fest in den Spatenfedern eingespannt. Als Griffform gibt es neben dem einfachen Knauf den Spatengriff als T- oder D-Griff. Der Stiel kann auch je nach Größe der Person variiert gekauft werden.
Die Auftrittkante verbessert die Kraftübertragung vom Schuh auf das Gerät, schmale und scharfe Kanten führen leicht zum Zerschneiden der Schuhsohlen und zu Schmerzen beim längeren Arbeiten. Bei einigen Ausführungsarten ist die Auftrittkante des Blattes umgebördelt oder es wird vereinfacht ein aufgeschnittenes Rohr aufgesteckt und festgehämmert. Die Ausführung der Auftrittkante ist neben der Stahlqualität ein Qualitätsmerkmal, da deren Herstellung einen weiteren Arbeitsgang erfordert.
Eine menschliche Arbeitskraft kann mit dem Spaten in der Stunde auf leichten Böden etwa 30 m2 und auf schweren Böden nur rund 15 m2 umgraben. Loser Boden und Schüttgut kann zwar auch mit dem Spaten bewegt werden, zweckmäßigerweise wird aufgrund der besseren Arbeitsleistung hierzu aber eine Schaufel genutzt. Reicht der Spaten nicht mehr aus, um den Boden zu lösen, weil zum Beispiel Steine oder Wurzelwerk seinen Einsatz übermäßig erschweren oder unmöglich machen, so kann ein Pickel (Spitzhacke) vorab zum Lockern eingesetzt werden. Je schwerer (toniger) der anstehende Boden ist, desto kleiner sollte das zu verwendende Spatenblatt ausfallen.
Die Belastbarkeit und Haltbarkeit eines Spatens hängt überwiegend von seiner Machart ab, weniger vom Material. Das Spatenblatt sollte in Größe und Form der Bodenbeschaffenheit und den Kräften des Nutzers angepasst sein. Individuell ist die Form und insbesondere die Größe des Blattes entscheidend. Arbeit mit einem kleineren Blatt (z. B. Damenspaten) erfordert weniger Kraft.

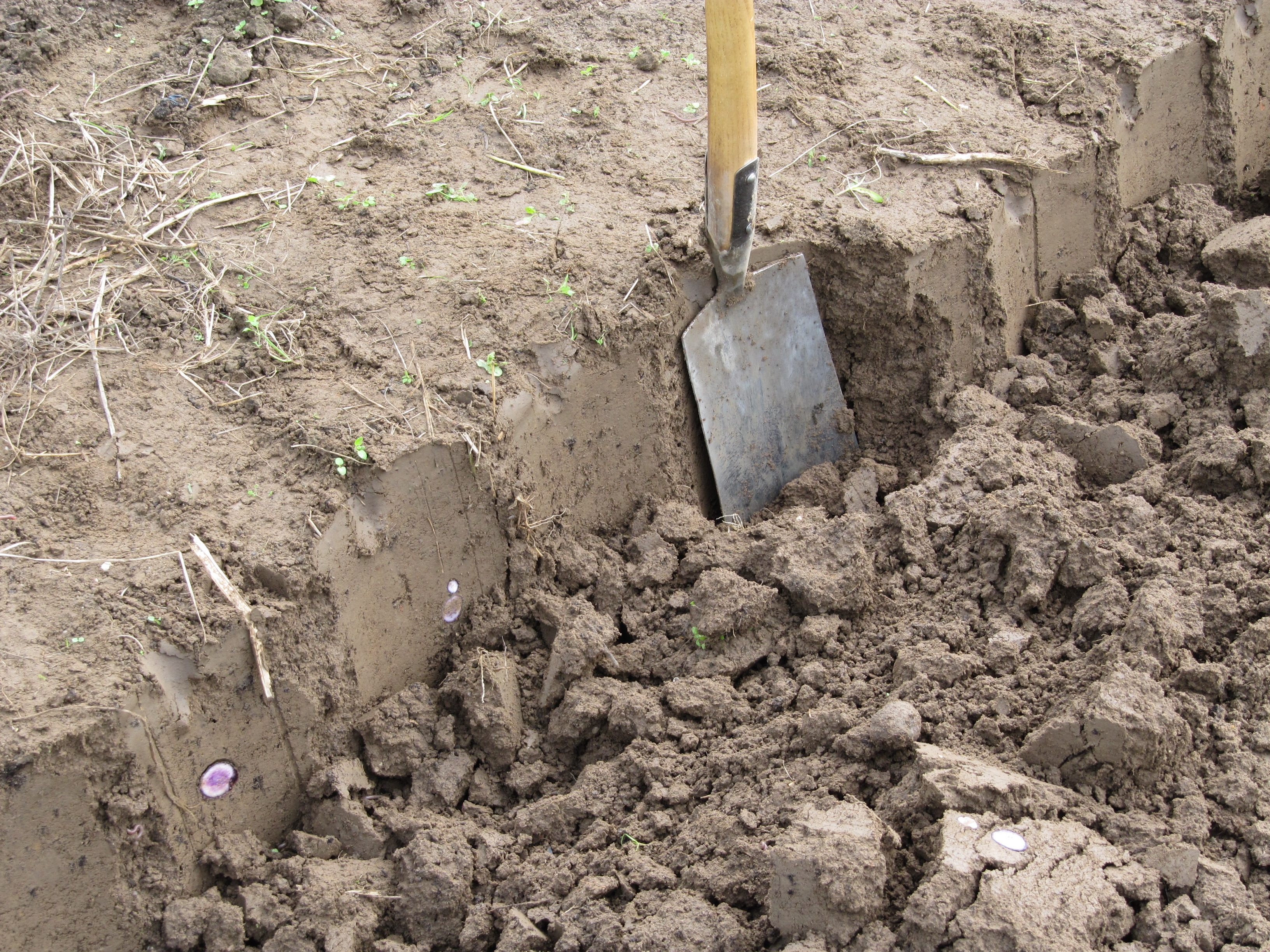
Spaten mit dünnem und scharfen Blatt für Geestböden, aufgestellt in der Grabefurche an der Stelle des letzten Stiches
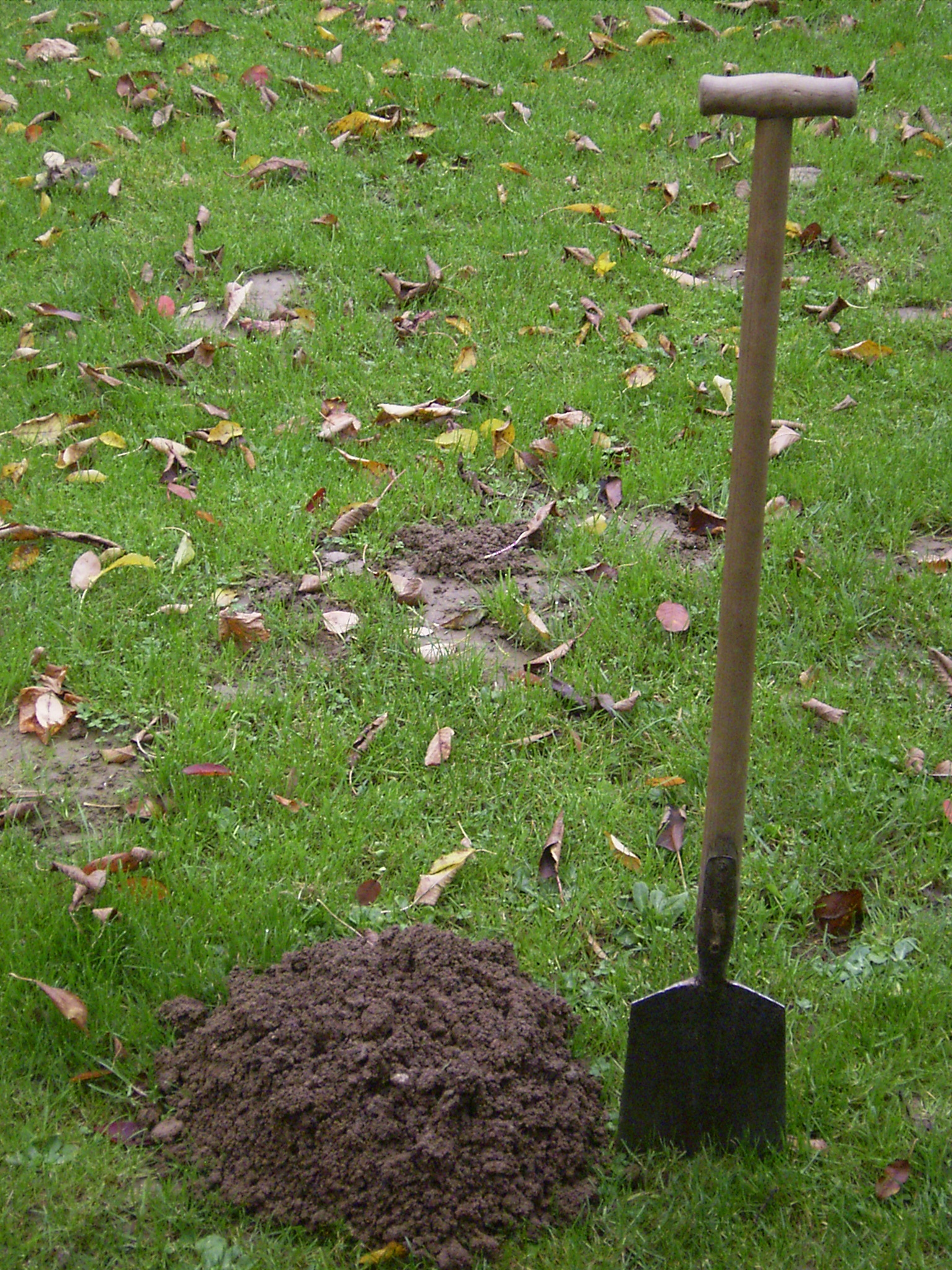
Spaten mit T-Griff
Spaten mit D-Griff

## Sonderformen
- Der Rodespaten oder auch Aushebespaten hat wegen der hohen Belastungen beim Roden beziehungsweise Verpflanzen von Gehölzen (Heraushebeln des Wurzelballens) ein besonders stabiles Spatenblatt, meist schmal und lang (40 cm und länger) und einen starken, dicken Stiel.[2]  Er findet daher vor allem in der Landwirtschaft und im Garten- und Landschaftsbau Verwendung.
- Torfspaten oder Torfeisen: Zum Torfstechen diente ein Spaten mit besonders langem und in späteren Formen rechtwinklig geknicktem Blatt, daher stammt die früher typische Langziegelform des Heiztorfs. Im Oldenburger Land wird dieser Pann genannt.
Zur Vorarbeit dienten Bunkerspaten und Vorstechspaten.
- Koniferenspaten besitzen ein besonders schmales Blatt zur Arbeit unter beengten Verhältnissen.[2]
- Feldspaten: Militärisches Spatenmodell, das in einem ledernen oder kunstledernen Futteral zumeist am Koppel des Soldaten mit sich geführt wird und wesentlich kleiner als ein normaler Spaten ist.
- Ein Klappspaten ist ein relativ kleiner und leichter Spaten, dessen metallener Stiel abgeklappt oder zusammengefaltet werden kann, so dass er leicht und platzsparend zu transportieren ist. Er wird vor allem beim Militär, beim Camping oder zu Outdooraktivitäten benutzt.
- Halbspaten: vorzeitlicher hölzerner Spaten mit nur einer Schulter. Gefunden wurde solch ein Gerät aus Ahorn (und eine hölzerne Hacke) in einem Erkelenzer Brunnen der Linienbandkeramiker. (Quelle: bild der wissenschaft 1995)
- Gabelspaten, auch Grabegabel genannt: Das Spatenblatt ist wie bei einer Gabel durchbrochen, allerdings mit meistens drei oder vier ca. 2–3 cm breiten Zinken. Der Gabelspaten wird gleich dem Spaten zum Wenden des Bodens benutzt und ähnelt in der Funktion dem – abgewinkelten – Karst.
- Lochspaten, auch bekannt als Erdlochausheber, Erdlochschaufel, Erdlochheber oder Handbagger; besteht aus zwei sich gegenüberliegenden Halbschalen, welche das senkrechte Graben eines Lochs ermöglichen, und wird in der Regel zum Setzen von Zaunpfählen verwendet und in verkleinerter Form zum Einsetzen von Blumenzwiebeln.
Zum Setzen von Zaunpfählen werden auch Erdbohrer eingesetzt.
- Ein Rasenkantenstecher ist ein Spaten mit geradem, nicht gebogenem Blatt und ist vorne meist zugespitzt. Er dient zur Herstellung eines geraden Abschlusses zwischen dem Rasen und einem Beet, Weg oder einer gemulchten Baumscheibe.
- Ein Bronzespaten kann verwendet werden, wo kein Funkenflug entstehen darf (zum Beispiel bei der Öltankreinigung).

Redendes Wappen von Graben
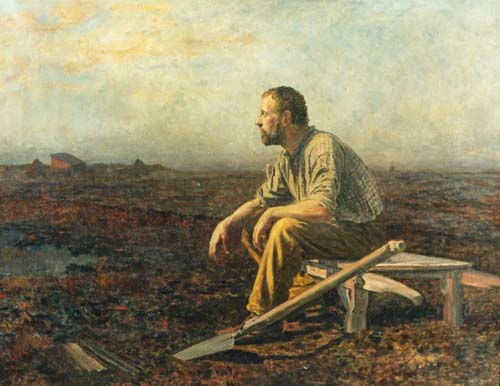
Walther Firle: Torfstecher mit Spaten
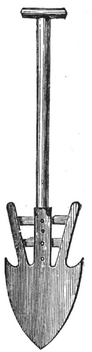
Bunkerspaten
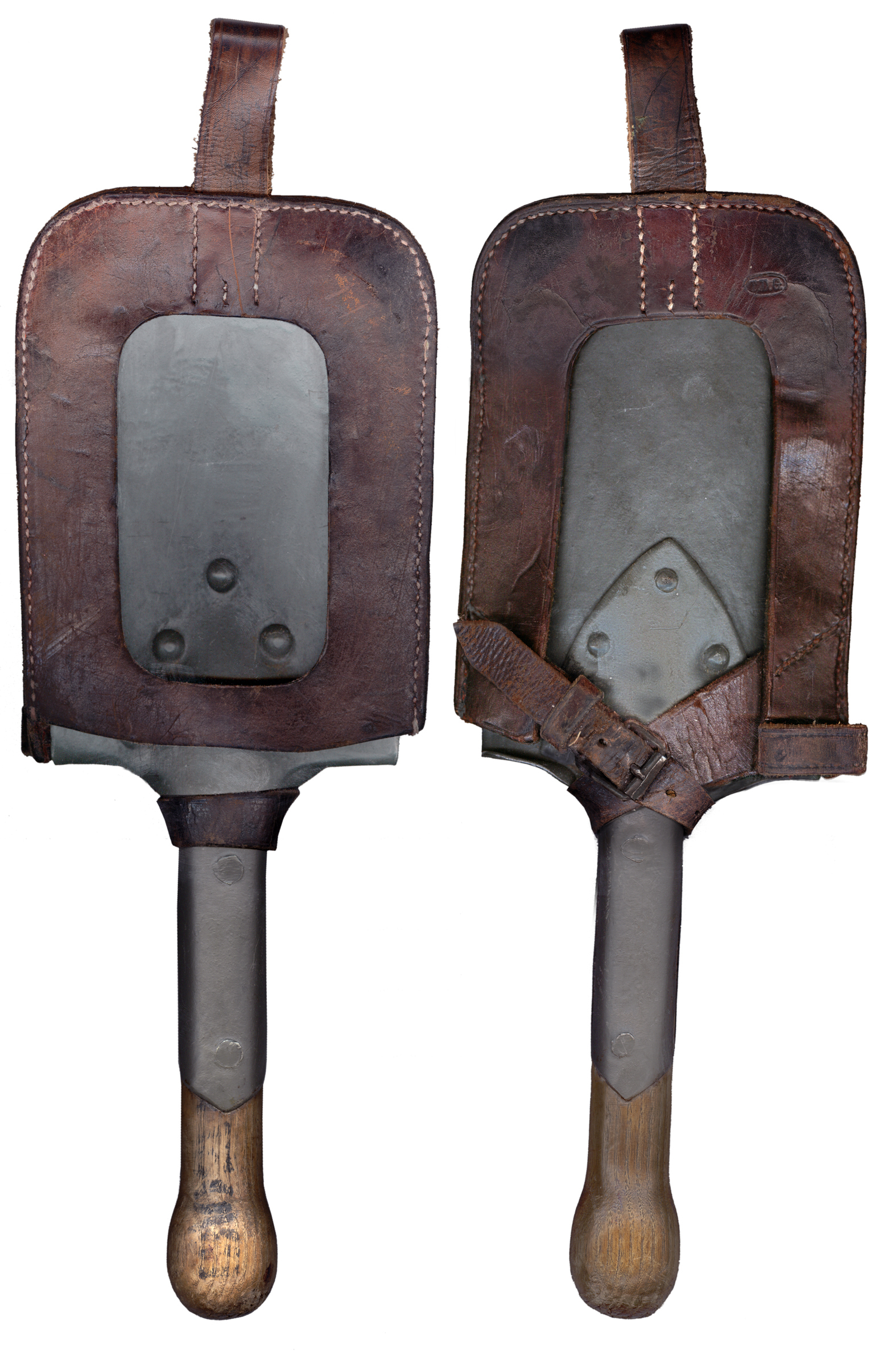
Militärischer Feldspaten aus dem frühen 20. Jahrhundert

## Geschichte

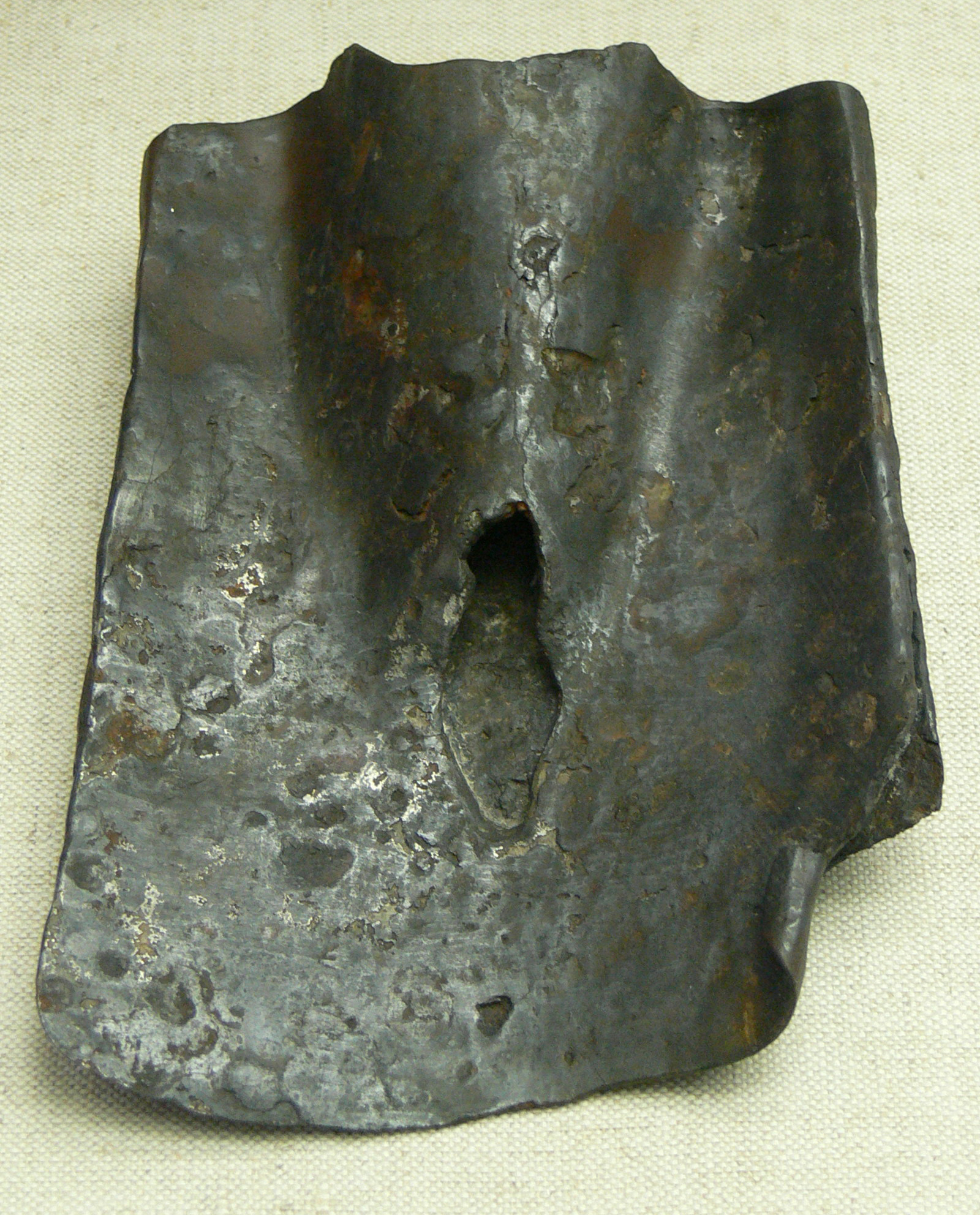
Römischer Pionierspaten, 3. Jh. n. Chr.

Historisch löste der Spaten den Grabstock zur Grundbodenbearbeitung im Ackerbau ab, bis er selbst vom Pflug abgelöst wurde. Beim Rigolen (drei Spatenstiche tief Umgraben) kann er (zum Beispiel im Weinbau) auch heute noch nicht durchwegs vom Tiefpflug ersetzt werden. Im Gartenbau, insbesondere im Hobbybereich, wird der Spaten auch bei der krumentiefen (ein Spaten tiefen) Bodenbearbeitung weiterhin eingesetzt.
Beim Holländern wird zwei Spaten tief umgegraben. Das umzugrabende Stück Land wird in Streifen abgesteckt. Man setzt die Humusschicht vom ersten Streifen an das Ende des Stückes, gräbt dann den ersten Streifen um und setzt die Humusschicht des zweiten Streifens darauf, gräbt dann den zweiten Streifen um usw.
Auch im Tiefbau und Erdbau wurden vor der Maschinisierung mit Spaten und Schaufel Fundamente, Baugruben, ja auch Kanäle ausgehoben. Römische Legionäre bauten mit Spaten Gräben und Wälle für Feldlager ebenso wie 2000 Jahre später moderne Soldaten Schützengräben und Unterstände. Im Bauwesen wird heute noch für kleinere Arbeiten oder Fein- und Begleitarbeiten beim Baggern die klassische Kombination von Spaten, Schaufel und Pickel mitgeführt, so etwa, wenn um Versorgungsleitungen, Stromleitungen oder Postkabel „herumgearbeitet“ werden muss.